# 仰韶文化半坡類型
半坡文化是一种位於中国陝甘地区新石器时代仰韶文化类型，以西安半坡遗址命名，其年代约在公元前4905～前4005年之间，後來發展為廟底溝類型
。
半坡文化被称为仰韶文化半坡类型，曾經有考古学者将其视为独立的考古学文化，但深入研究後，半坡文化是屬於仰韶文化的早期類型。

## 分布范围
半坡文化的分布范围以渭河流域为中心，包括陕西省大部、甘肃省东部、山西省西南部以及河南省西部地区。

## 重要遗址
- 半坡遗址，位于陕西省西安市灞桥区
- 姜寨遗址，位于陕西省西安市临潼区
- 横阵遗址，位于陕西省华阴
- 元君庙遗址，位于陕西省华县
- 史家遗址，位于陕西省渭南
- 北首岭遗址，位于陕西省宝鸡
- 李家沟遗址，位于陕西省铜川
- 紫荆遗址，位于陕西省商县
- 何家湾遗址，位于陕西省西乡县
- 下孟村遗址，位于陕西省邠县
- 大地湾遗址，位于甘肃省秦安县
- 东庄村遗址，位于陕西芮城县

## 文化特征
陶器分夹砂、泥质和细泥三种，绝大多数为红陶，灰陶和黑陶数量很少。彩陶发达，多为黑彩，极少数为红彩，图案以鱼纹、人面鱼纹、鹿纹、网纹为主。陶器上还发现有刻划符号。石器多为磨制，少数为打制。
半坡和庙底沟文化（仰韶文化的中期類型）的彩陶都盛行几何图案和象形花纹，总的构图特点是对称性强，半坡文化彩陶的主要风格为红底黑彩，流行用直线、折线、直边三角组成的直线体几何图案和以鱼纹为主的象形纹饰，线条简練，主要绘制在钵、盆、尖底罐和鼓腹罐上。
- 人面鱼纹彩陶盆，1955年半坡出土
- 人面鱼纹彩陶盆细节
- 鱼纹彩陶盆，1955年半坡出土